# Вілагарсія-де-Ароуса
Вілагарсія-де-Ароуса (гал. Vilagarcía de Arousa, ісп. Villagarcía de Arosa) — муніципалітет в Іспанії, у складі автономної спільноти Галісія, у провінції Понтеведра. Населення — 37 576 осіб (2009).
Муніципалітет розташований на відстані близько 490 км на північний захід від Мадрида, 19 км на північний захід від Понтеведри.

## Демографія
Динаміка населення (INE ):

## Персоналії
- Лаура Алонсо Падін (* 1976) — іспанська співачка (сопрано).

## Галерея

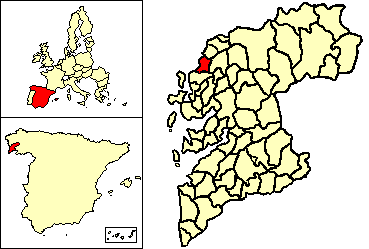
Розташування муніципалітету
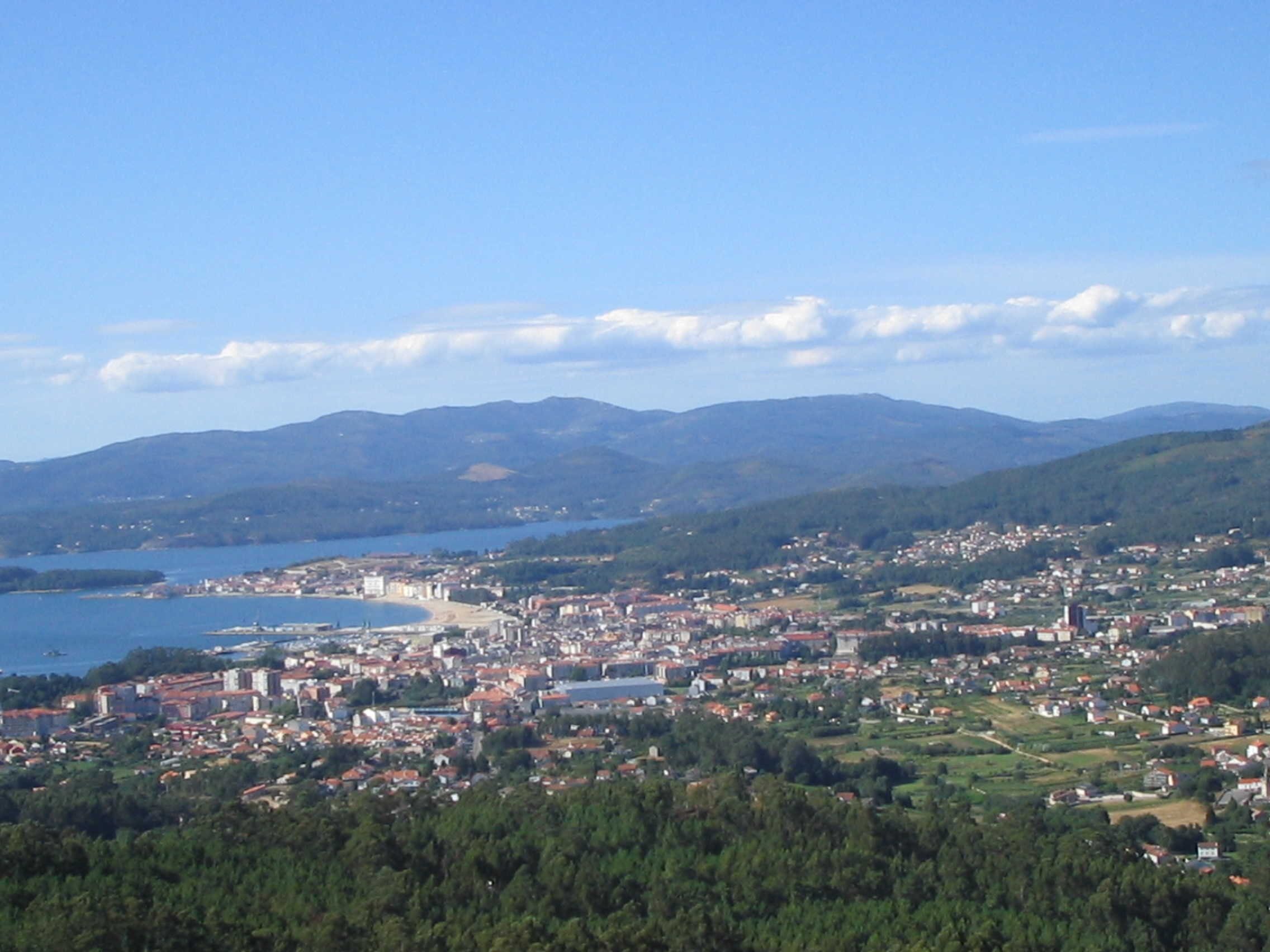
Вілагарсія з гори Лобейра
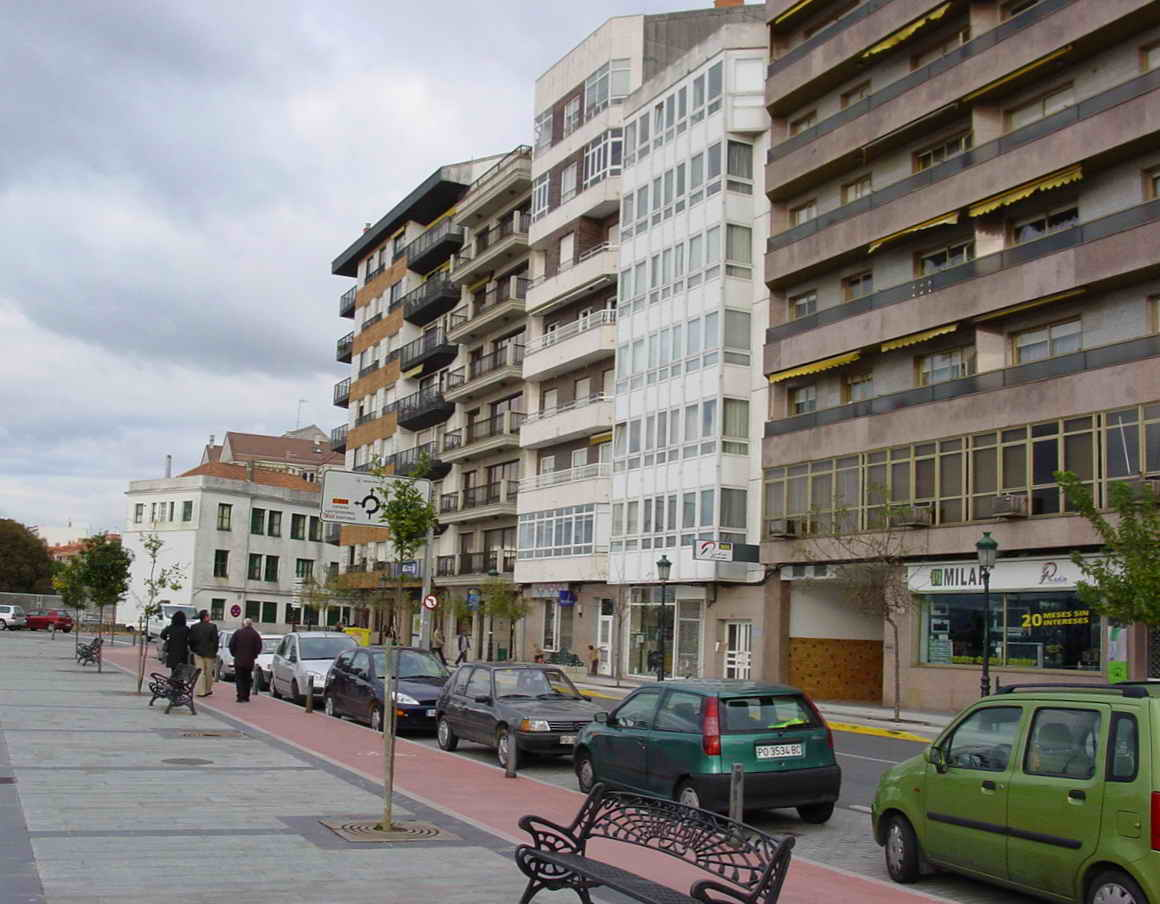
Споруди міста
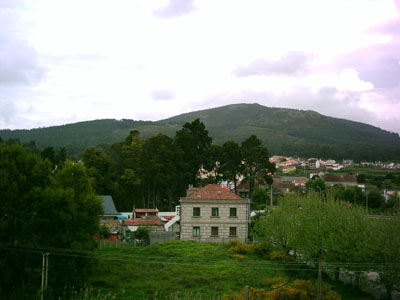
Гора Шіабре